# Elion

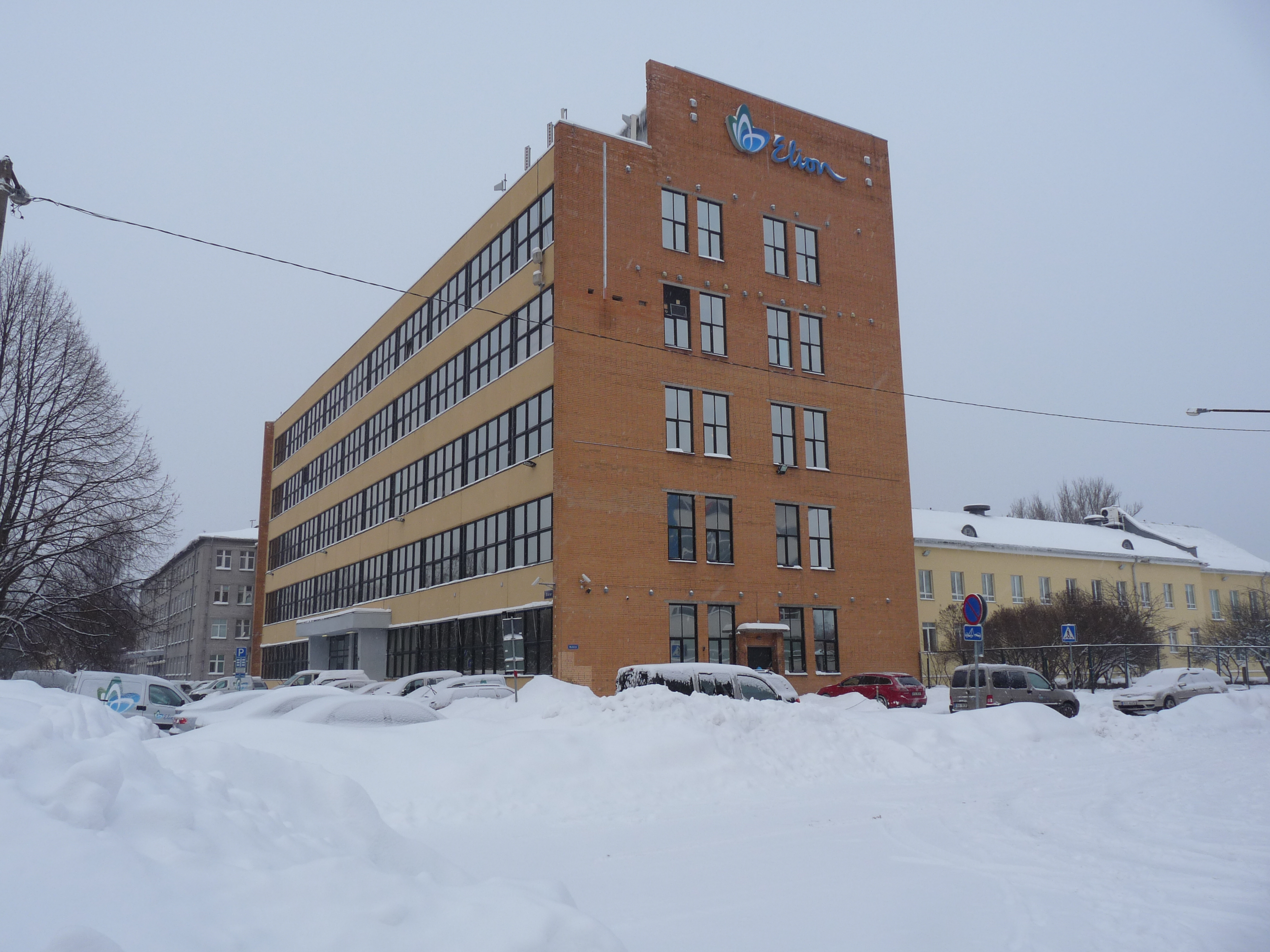
Офис на улице Сыле

Elion Ettevõtted AS или Elion — крупнейший телекоммуникационный и Интернет-провайдер в Эстонии. Он принадлежит Eesti Telekom, которая представлена на фондовых биржах Таллина (ETLAT) и Лондона (EETD).
В 2007 году консолидированная выручка группы компании составила 2,98 млрд крон (191 млн евро), сделав её одной из крупнейших компаний Эстонии. На конец 2007 года в штате компании находилось 1533 сотрудника.
В 2016 году стала слилась в эстонским подразделением компании Telia, образовав предприятие Telia Eesti AS.